# Ezequiel Muñoz
Ezequiel Matías Muñoz (Pergamino, 8 oktober 1990) is een Argentijns voetballer die doorgaans speelt als centrale verdediger. In januari 2024 verruilde hij Estudiantes voor Lanús.

## Clubcarrière
Muñoz debuteered op achttienjarige leeftijd in het betaald voetbal in het shirt van Boca Juniors, waarmee hij het die dag opnam tegen Estudiantes de La Plata. Door een knieblessure miste hij een deel van de competitie, al maakte hij het seizoen erna tegen Argentinos Juniors wel weer zijn rentree. In augustus 2010 verkaste Muñoz naar Palermo. Daarvoor maakte hij op 29 augustus van dat jaar zijn competitiedebuut tegen Cagliari. Muñoz speelde in vijf jaar meer dan 130 competitiewedstrijden voor Palermo. De eerste drie seizoenen was dat in de Serie A, daarna een jaar in de Serie B en daarna weer een half jaar in de Serie A. In februari 2015 leende de club Muñoz voor de resterende competitiewedstrijden dat seizoen uit aan UC Sampdoria, dan eveneens actief op het hoogste niveau in Italië. Na de huurperiode stapte hij over naar Genoa, zijn derde club in de Serie A. In de zomer van 2017 maakte de Argentijn voor circa twee miljoen euro de overstap naar Leganés. Bij deze club zette hij zijn handtekening onder een verbintenis voor de duur van drie seizoenen. Medio 2019 keerde Muñoz terug naar Argentinië, waar hij voor Lanús ging spelen. Een jaar later nam Independiente hem over. Hier vertrok hij in januari 2022 zonder optredens achter zijn naam, waarop hij voor een jaar bij Estudiantes tekende. In oktober 2022 werd zijn verbintenis opengebroken en met een jaar verlengd. Na afloop van dit contract keerde Muñoz terug bij Lanús.

## Erelijst
| Serie B | 1 | 2013/14 |